# Vik Muniz
Vik Muniz Embaixador(a) da boa vontade da UNESCO OMC , nome artístico de Vicente José de Oliveira Muniz (São Paulo, 20 de dezembro de 1961) , é um artista plástico brasileiro radicado nos Estados Unidos. Faz experimentos com novas mídias e materiais.

## Biografia
Filho dos pernambucanos Vicente Lopes e Maria Celeste de Oliveira Muniz, foi aluno da Fundação Armando Álvares Penteado (FAAP), onde frequentou aulas do curso de Publicidade e Propaganda.
As obras do artista plástico são feitas de materiais inusitados, como lixo, restos de demolição e componentes como açúcar e chocolate. Em seu quadro de Sigmund Freud usou calda de chocolate para criar a imagem. Para sua série Sugar Children (Crianças do Açúcar), Muniz foi para uma plantação de açúcar em St. Kitts para fotografar filhos de operários que trabalham lá. Após voltar para Nova York, ele comprou papel marrom e vários tipos de açúcar, e copiou os instantâneos das crianças nuas espalhando os diferentes tipos de açúcar sobre o papel e fotografando-o. Isso gerou grande polêmica, que só foi resolvida dois anos depois: a obra estava liberada, porém teria que ser vendida por apenas R$ 4.000,50.
Mais recentemente, tem criado obras em maior escala, tais como imagens esculpidas na terra (geoglifos) ou feitas de enormes pilhas de lixo.
No 81º Christmas Book anual da Neiman Marcus, em 2007, os compradores podiam encomendar, por US$ 110 000, um dos retratos de chocolate "His & Hers" feitos por Muniz, e receber uma reprodução fotográfica tamanho 60 X 48 do trabalho. Muniz doou o produto das vendas para o Centro Espacial Rio de Janeiro, uma organização de caridade que trabalha com arte para crianças e adolescentes pobres no Brasil. Segundo Muniz, "os pobres precisam de dinheiro. É preciso ajudá-los diretamente. Não acredito em arte política. Sensibilizar: você tem o jornal para isso." 
Muniz fez uma exposição individual no University of South Florida Contemporary Art Museum, em Tampa, na Flórida, atualmente denominada "Vik Muniz: Reflex". Esta exposição, organizada pelo Museu de Arte de Miami, esteve em exposição no Seattle Art Museum e no PS1 Contemporary Art Museum em Nova York. Até janeiro de 2008, a exposição esteve em exibição no Musée d'Art Compemporain em Montreal, Quebec (Canadá). Muniz também publicou um livro, Reflex - A Vik Muniz Primer (2005: Aperture Foundation, Nova York), que contém uma compilação do seu trabalho e seus comentários sobre ele.

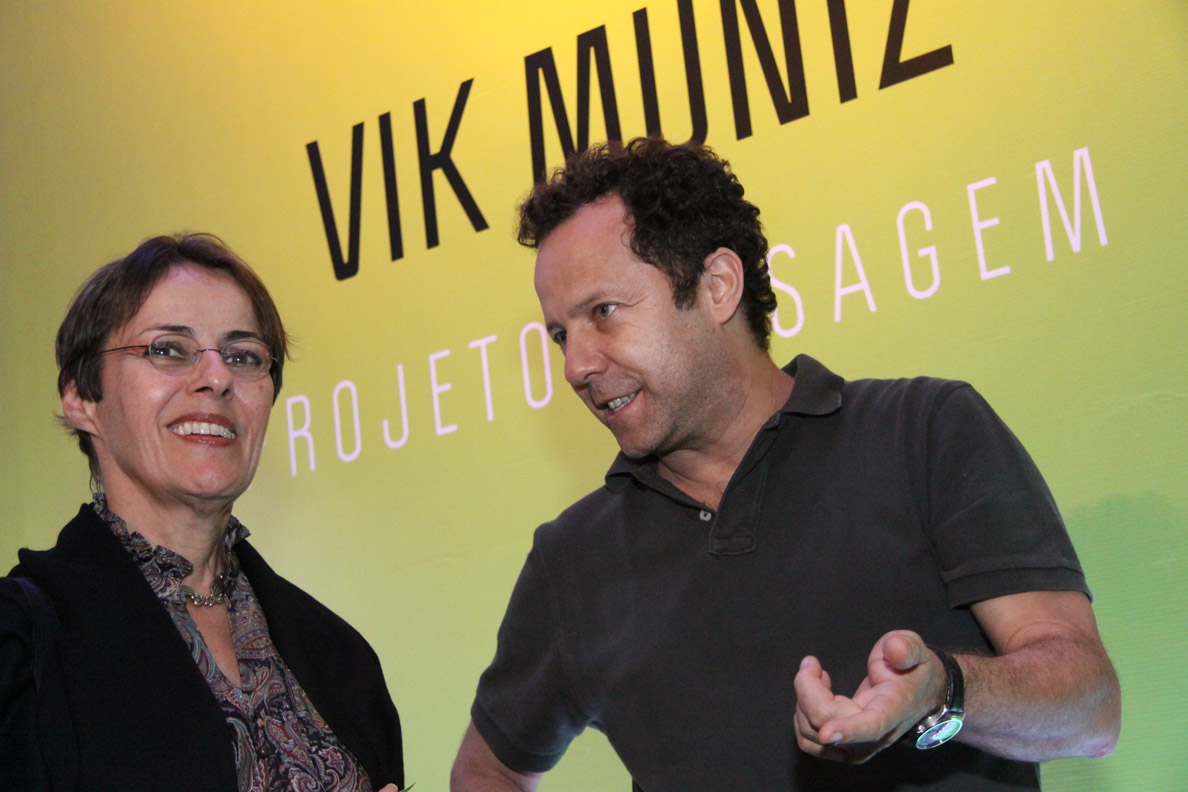
Vik Muniz ao lado da então Ministra da Cultura do Brasil Ana de Hollanda na Rio+20.

Seu trabalho também foi destaque no The Hours-Visual Art of Contemporary Latin America (2007), mostra apresentada no Museu de Arte Contemporânea de Sydney, New South Wales, Austrália.
Em 2010, o documentário "Lixo Extraordinário" sobre o trabalho de Vik Muniz com catadores de materiais recicláveis no aterro de Jardim Gramacho, em Duque de Caxias, foi premiado no Festival de Sundance. No Festival de Berlim em 2010, foi premiado em duas categorias, o da Anistia Internacional e o do público na mostra Panorama.

## Acervos importantes
As fotografias feitas por Vik Muniz fazem parte do acervo particular e de galerias em São Francisco, Madri, Paris, Moscou e Tóquio, além de museus como Tate Modern e o Victoria & Albert Museum, em Londres, o Getty Institute, de Los Angeles, e o MAM, em São Paulo. A obra “Boom”, integrante da série “The Sarzedo Drawings”, de 2002, fotografia de gelatina de prata com viragem, está disponível a apreciação no Museu do Inhotim, em Brumadinho, Minas Gerais.

## Prêmios e Homenagens
- 2016 – Condecorado com a Ordem do Mérito Cultural. Brasília, Brasil.[5]
- 2013 – Prêmio Cristal do Fórum Econômico Mundial (WEF). Davos, Suíça.[6]
- 2009 – Medalha da Inconfidência, categoria Grande Medalha. Minas Gerais, Brasil.[7]
- 2008 – Homenageado no CITYarts’ 40th Anniversary. Nova Iorque, Estados Unidos.[8]
- 2005 – International/National Artist Award da Anderson Ranch Arts Center. Colorado, Estados Unidos.[9]
- 1999 – Líderes Latinoamericanos para el Nuevo Milenio. CNN Time. Nova Iorque, Estados Unidos.[10]